# A Máquina (teatro)
A Máquina é um peça teatral brasileira de autoria de João Falcão, baseado em livro de Adriana Falcão, e que contou com a atuação de Gustavo Falcão, Wagner Moura, Lázaro Ramos e Vladimir Brichta no papel de Antônio, o personagem principal.
Um filme homônimo foi lançado em 2004, com Gustavo Falcão e Mariana Ximenes nos papéis principais.